# Gustav von Schoeller

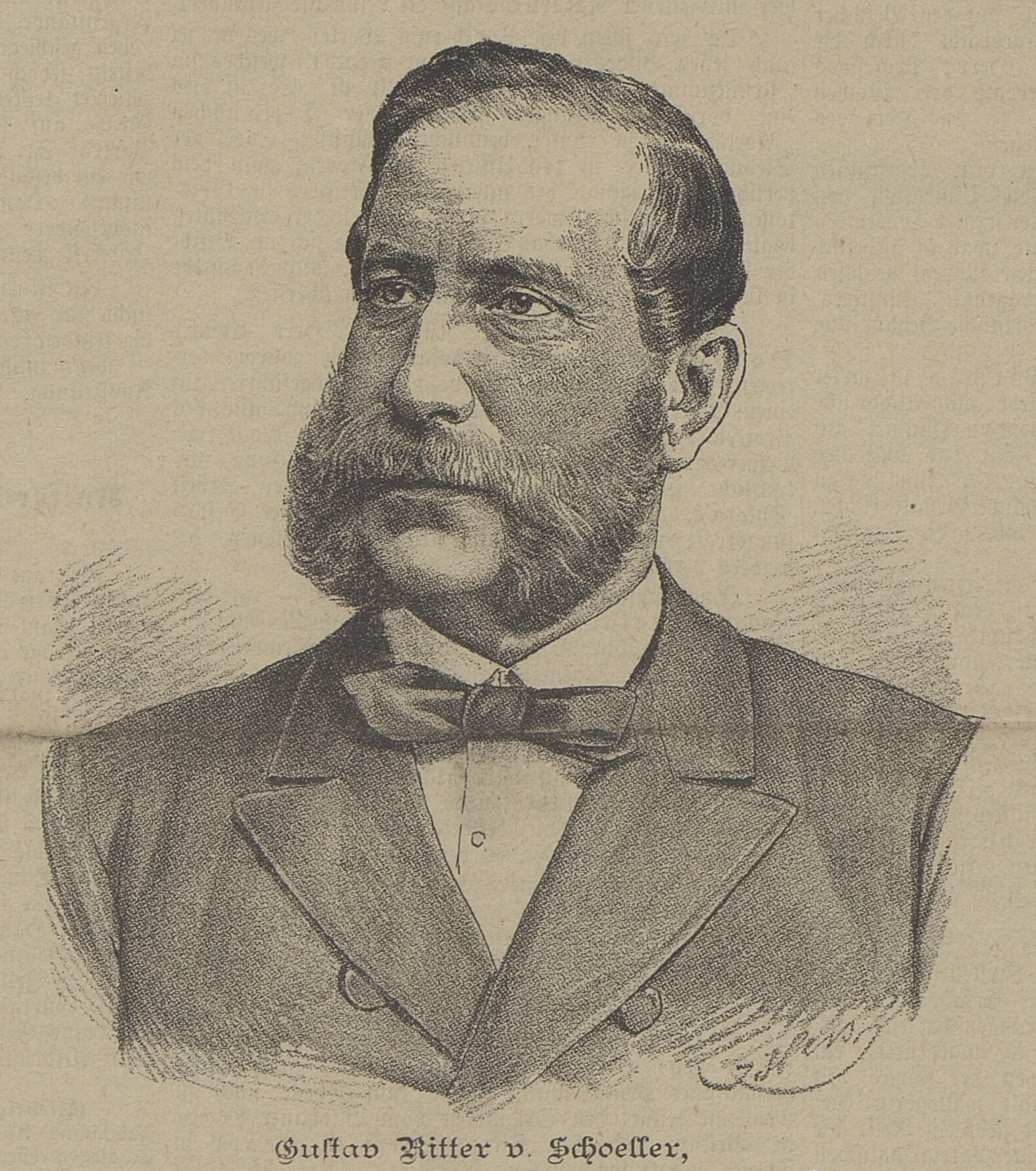
Gustav Philipp von Schoeller

Gustav von Schoeller (* 3. Mai 1830 in Brünn; † 18. Dezember 1912 ebenda) war ein österreichisch-ungarischer Großunternehmer und Wirtschaftsfunktionär deutscher Abstammung, sowie Konsul für Mähren und Schlesien.

## Leben und Wirken
Der Sohn des Großindustriellen Philipp Wilhelm von Schoeller (1797–1877) erhielt nach dem Besuch der evangelischen Schule in Brünn und der Handelsschule in Leipzig eine umfangreiche Fachausbildung in der 1819 unter anderem von seinem Dürener Großonkel Leopold Schoeller gegründeten und unter Leitung seines Vaters stehenden Gebr. Schoeller k. k. Feintuch- und Wollwarenfabrik. Zusätzliche Kenntnisse über Außenhandelsgeschäfte sammelte er unter anderem 1854 in den USA. Anschließend unterstützte er seinen Vater bei der Leitung der Tuchfabrik, übernahm diese schließlich nach dessen Tod im Jahre 1877 und erweiterte das Unternehmen noch durch die Gründung einer weiteren Brünner Kammgarnspinnerei. Gemeinsam mit seinem Bruder Philipp Johann von Schoeller (1835–1892), der die Zuckerfabriken des Vaters erhielt, stieg Gustav sodann als Gesellschafter in das familieneigene Wiener Großhandels- und Bankhaus Schoeller & Co., der späteren Schoellerbank ein.
Neben diesen hauptberuflichen Verpflichtungen gehörte Schoeller zahlreichen Vorständen, Verwaltungs- und Aufsichtsräten an. So saß er unter anderem im Verwaltungsrat der Mährischen Escomptebank, der Leipnik-Lundenburger Zuckerfabriken AG und der Miröschau-Libuschin-Schwadowitzer-Steinkohlenbergbau AG. Er war zunächst Mitglied und ab 1861 bis 1873 auch erster Präsident sowie später Ehrenmitglied des 1861 gegründeten Mährischen Gewerbevereins, ferner Mitglied und ab 1883 bis 1897 ebenfalls erster Präsident im Verein der Wollindustriellen sowie bereits ab 1865 Mitglied, ab 1885 Vizepräsident und ab 1909 Präsident der Brünner Handels- und Gewerbekammer. Nachdem Schoeller auf Grund seiner Auslandskontakte bereits mehrere Jahre als Konsularagent der USA berufen worden war, ernannte ihn die Handelskammer 1878 auch zum deutschen Konsul für Mähren und Schlesien.
Darüber hinaus engagierte er sich im Vorstand der Brünner Industrieausstellung und als Präsident der Jury der Jubiläumsausstellung 1888. Ferner gehörte er als Delegierter der ständigen österreichischen Ausstellungskommission der Brünner Handels- und Gewerbekammer an. Im Auftrag der Kammer setzte er sich maßgeblich für die Gründung der Arbeiter-, Kranken- und Pensionskassen der Schafwollfabrikanten sowie einer Lehranstalt für Textilindustrielle ein. Schließlich war er noch Mitglied des Brünner Gemeindeausschusses und Ehrenkurator der evangelischen Gemeinde.
Für seine zahlreichen Verdienste wurde Gustav von Schoeller zum Offizier der französischen Ehrenlegion ernannt sowie mit dem Komturkreuz des Franz-Joseph-Ordens und der Ritterklasse des Ordens der Eisernen Krone geehrt.
Nach Gustav von Schoellers Tod im Jahre 1912 führten seine beiden Söhne und auf Grund ihrer anderweitigen Verpflichtungen hauptsächlich ihr Schwager Alexander von Schreiber das väterliche Unternehmen fort.

## Familie

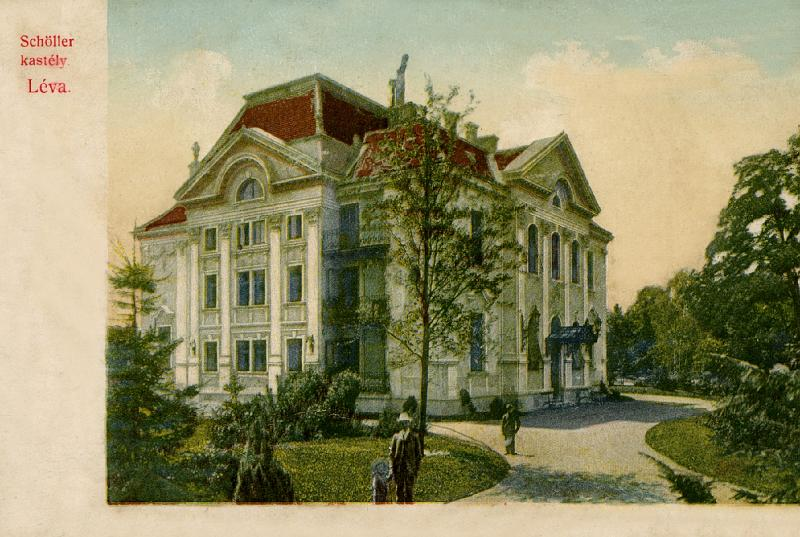
Burg Levice

Gustav von Schoeller war verheiratet mit der Brünner Industriellentochter Leopoldine Haupt, mit der er unter anderem zwei Söhne hatte. Sein Sohn Gustav Philipp (1866–1950) konzentrierte seine Haupttätigkeit auf die Verwaltung der von Alexander von Schoeller erworbenen Besitztümer in der Herrschaft Levice, wo er unter anderem einen Musterbetrieb für Halbblutpferde und eine Spirituosenbrennerei aufbaute. Er residierte auf der durch Alexander im Jahre 1867 von der Familie Esterházy erworbenen Burg Levice. Der zweite Sohn, Friedrich Leopold (1872–1946), war als Bankier zunächst bei der Filiale der Deutschen Bank in London und ab der Jahrhundertwende bei der Schoellerbank tätig. Nach dem Zerfall der Monarchie im Jahre 1918 versuchten beide Brüder ihre Vermögen in der neu gebildeten Tschechoslowakei zu sichern und beantragten zu diesem Zweck 1921 die Tschechoslowakische Staatsbürgerschaft. Im Jahr 1945 wurde schließlich ihr gesamter Familienbesitz in Brünn und Levice auf Grund der Beneš-Dekrete enteignet. Lediglich die frühere und mittlerweile zu einem Hotel umgebaute Schoellermühle in Levice erinnert noch heute unter dem Namen Schoellerpub an die Unternehmerfamilie.